# 寶熙

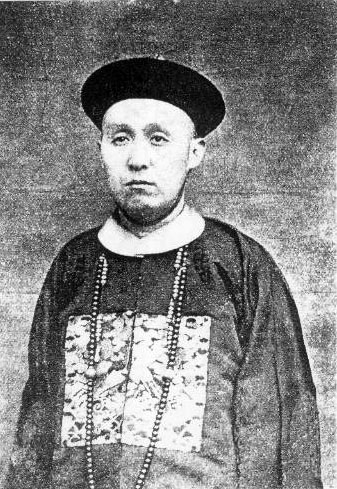
寶熙

寶熙（1868年8月16日（同治七年六月二十八）—1942年），爱新觉罗氏，字仲明，號瑞臣、沈盦、沈庵、沈闇，别署顽山居士，室名独醒盦，卒諡文靖。清朝宗室，滿洲正蓝旗人，籍属順天府宛平縣（今北京市）。善书法。

## 生平
光绪十八年（1892年）中二甲进士；同年五月，改翰林院庶吉士，光緒二十年四月，散館，授翰林院編修，升侍讀。光緒二十九年（1903年）出督山西學政，次年任國子監祭酒。歷任內閣學士、度支部右侍郎、宪政编查馆提调、学部左侍郎、经筵讲官等職。宣統三年（1911年），任修訂法律大臣，总理禁煙大臣，充實錄館副總裁。
中华民国成立后，他曾任大总统府政治顾问、政治会议议员、参政院参政、約法會議議員、镶白旗汉军都统兼副都统，获授中卿、二等嘉禾章。他曾于1923年任溥仪的內務府大臣。在溥仪1924年被逐出紫禁城后，他任清室善后委员会委员，办理清室善后事宜。满洲国成立后，1932年他任执政府内务处长，1934年任参议府参议，1937年解职。1942年，逝世。
他工詩文，書法端莊肅穆，精鉴赏，富收藏，钤印有：曼殊宝熙、沈庵墨缘、宝熙之印、御赐慈竹春晖。著有《东游诗草》、《工余谈艺》、《宝熙日记》（一作《沈盦日记》）。于1923年与罗振玉、王国维、内务府正白旗汉军词人画家李孺（原名李宝巽，前清政府驻日本学监）等在京发起成立东方学会。
与宗室画家溥儒（溥心畬）合作书画扇面《空山秋雨》，与画家汤涤（曾祖画家汤贻汾）合作书画扇面《江阁晓色》。为明代仇珠的《女乐图》轴（现藏故宫博物院）题画跋，但宝熙在其跋中认为此画作出自南宋时期，其“画笔取境甚高，旉色古雅”。

## 家庭
- 世祖和碩豫通親王多鐸。
- 世祖和碩豫宣和親王多尼。
- 世祖追封和碩豫親王鄂扎。
- 世祖豫愨親王德昭。
- 太高祖已革奉恩將軍華齡。
- 高祖宗室岳興阿。
- 曾祖宗室海蘭泰。
- 祖父道光壬午科進士宗室受慶。祖母佟佳氏（曾祖鑲黃旗滿洲、雍正癸丑科進士介福，曾祖伯理藩院尚書溫僖公補熙）。
- 生父同治甲戌科進士宗室奎郁。生母兆佳氏（父正白旗滿洲、道光癸卯科舉人盛昌；姑母兆佳氏再繼嫁正紅旗滿洲、道光甲午科舉人瓜爾佳氏長秀，其父江蘇淮揚兵備道恩齡）。
- 养父（胞叔）咸豐辛亥科舉人宗室奎景。养母拜都氏（父正白旗满洲、嘉慶己巳恩科進士鍾昌 (嘉慶進士)，著有《竹南蕉北之间詩赋偶存》；母内务府镶黄旗满洲、乾隆壬辰科進士他塔喇氏圖敏之女）。养繼母袁佳氏（父正白旗汉军、黑龙江将军寿山 (清朝)）。
- 胞叔同治癸亥恩科進士宗室奎潤。其子光緒二十一年(1895)乙未科进士宗室寶銘，妻輝發那拉氏（胞兄内务府正白旗满洲、光緒壬辰科進士延燮，父咸豐壬子恩科進士文彬）。
- 胞兄宗室寶賢。养子宗室志清。
- 妻瓜爾佳氏（父興泰）。
- 子三等侍卫宗室志清。妻尚氏（父镶蓝旗汉军尚其承，母楊氏（父正紅旗漢軍楊霟，胞叔同治乙丑科進士楊霽），胞叔光緒壬辰科進士尚其亨）。其子華懿（字粹深），曾执教北京大学、南开大学。
- 子宗室志頤。妻石爾德特氏（父鑲紅旗蒙古、光緖19年科举人叢桂，祖父盛京禮部侍郎文暉，曾祖道光壬辰恩科進士文端公瑞常）。
- 子宗室志林。

## 著作
- 进呈泰西百年来历史讲义
- 日本明治维新史讲义
- 独醒盦顽山草堂诗存[5]